# Loen
Loen är en by vid Lobukta innerst i Nordfjord i Stryns kommun i Vestland fylke i västra Norge. I byn finns några av de äldsta gårdarna i Norge, Sæten (Setin), Tjugen (Tyfin) och Loen, som antas ha etablerats långt före kristendomen kom till Norge.

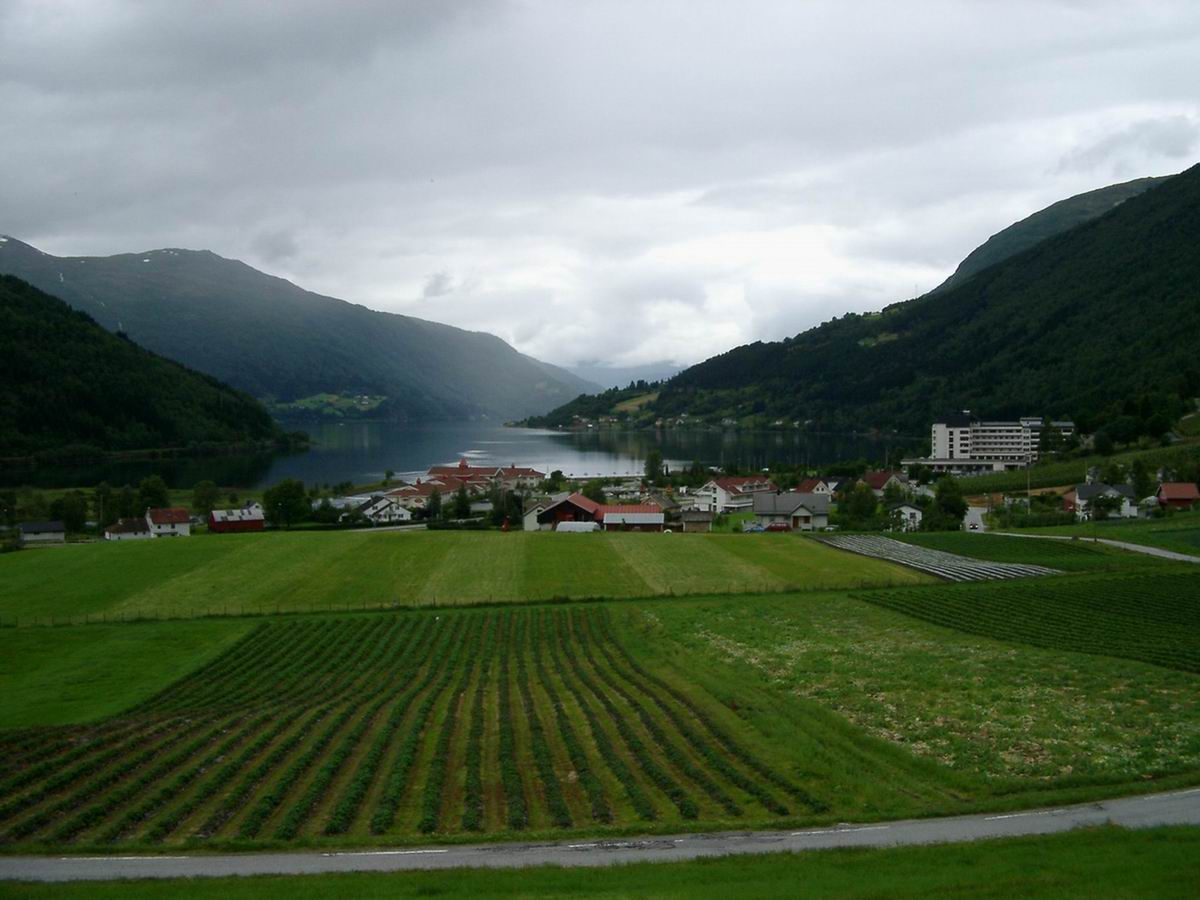
Loen i juli 2004.